# Holocarpha
Holocarpha es un género de plantas con flores de la familia  Asteraceae.  Comprende 4 especies descritas y   aceptadas.

## Taxonomía
El género fue descrito por Edward Lee Greene y publicado en Flora Franciscana 4: 426. 1897.
Etimología
Holocarpha: nombre genérico que proviene de las palabras griegas holo = "entero, completo", y karphos = "paja", en alusión a los receptáculos.

## Especies
A continuación se brinda un listado de las especies del género Holocarpha aceptadas hasta julio de 2012, ordenadas alfabéticamente. Para cada una se indica el nombre binomial seguido del autor, abreviado según las convenciones y usos.
- Holocarpha heermannii (Greene) D.D.Keck
- Holocarpha macradenia (DC.) Greene
- Holocarpha obconica (J.C.Clausen & D.D.Keck) D.D.Keck
- Holocarpha virgata (A.Gray) D.D.Keck